# AsIs
AsIs（アズイズ）は、日本の女性アイドルグループ。2024年2月結成。同年3月に恵比寿CreAtoにてデビュー。
キャッチコピーは『ありのままの姿でいい。私たちは「君の好きを否定なんかしない」』。
プロデューサーはななむぎ。

## 略年譜

### 2024年
- 2月1日　AsIs公式Tiktokアカウント(当時は匿名)にて、「バレンタインに正体を明かす美女」と題した動画が公開される。内容は狐の面をつけたメンバー(山城虹奏)がダンスをしているもの。この後、2月25日まで連日Tiktokにて動画が公開される。当初は各々面やサングラスなどで顔を隠しており、連日の動画の中で徐々に公開されていくスタイルであった。

- 2月25日　AsIs公式SHOWROOMにてグループ初配信。

- 3月3日　『好きなだけ好きでいる』配信開始。
- 3月21日　『ありのままの姿』配信開始。
- 3月29日　「AsIs お披露目公演〜ありのままの姿で〜」にてデビュー。＠恵比寿CreAto（完売）

- 3月30日　「超アイドルまにあ!!!」に出演。＠GARDEN 新木場 FACTORY
- 4月16日　『特別アドラブル』配信開始。
- 4月27日　『Braver!』配信開始。
- 4月28日　『be yourself』配信開始。
- 4月29日　『拝啓、過去の自分』配信開始。デビュー1ヵ月記念日。
- 4月30日　アイドルWEBマガジン ガラスガールに瀬乃ひより・南世菜・山城虹奏が掲載される。
- 5月12日　「ガラフェス〜鳴らせ！絆ファンファーレ〜」に出演。＠日比谷野外大音楽堂
- 6月8日　3ヵ月記念公演「AsIs 単独公演 -jasmine-」開催。『大人の青春』が初披露された。＠Spotify O-crest（完売）『好きなだけ好きでいる』Dance Practice動画をYoutubeで公開。
- 6月14日　『ありのままの姿』Dance Practice動画をYoutubeで公開。
- 6月23日　『特別アドラブル』Dance Practice動画をYoutubeで公開。
- 6月29日　『大人の青春』配信開始。デビュー3ヵ月記念日。
- 7月1日　「星野夢空・山城虹奏合同生誕祭2024」開催。＠恵比寿CreAto（完売）　TopYellNEO 2024 SUMMERに掲載される。
- 7月15日　『SPARK 2024 in KAWASAKI』のBOTAN STAGEに出演。＠川崎市東扇島東公園
- 7月27日　「六本木アイドルフェスティバル2024」に出演。＠六本木ヒルズアリーナ
- 7月29日　smart girls next-generationsに掲載される。
- 8月4日　「虹色フェスvol.18」に出演。＠SHIBUYA CLUB QUATTRO
- 8月15日　「NEO KASSEN2024」のNEGAI STAGEに出演。＠SIHBUYA DESEO
- 8月20日　単独無銭公演「私達のこと、もっと知ってほしい！」開催。『ツワブキ』が初披露された。＠Spotify O-Crest（完売）
- 8月28日　「JAPAN IDOL SUPER LIVE 2024」に出演。＠お台場GLAMSA PARK
- 8月29日　『ツワブキ』Music VideoがYoutubeで公開。
- 9月1日　台風10号の影響により、グループ初遠征であった名古屋でのライブ出演を辞退。各メンバーによるSHOWROOMリレー配信を実施。
- 9月6日　ガラスガールのマンスリーアイドルコラム担当に瀬乃ひよりが決定。9月中全4回にわたって掲載された。
- 9月9日　「MUSH IDOL Supported by アイコレ」に出演。＠Zepp Shinjuku
- 9月11日　「MARQUEE Fes. Day2」に出演。＠Spotify O-EAST
- 9月13日　半年記念公演「AsIs単独公演-Cosmos-」開催。『いつかの僕らの声に応えて』と2nd衣装が初披露された。＠新宿ALTA Key Studio（完売）
- 9月14日　『ツワブキ』配信開始。『ツワブキ』Making MovieをYoutubeで公開。
- 9月24日　「HEROINES FES～渋谷サーキット～」に出演。＠WOMB LIVE
- 9月29日　単独イベント「AsIs Half Birthday Event」開催。＠Spotify O-nest（完売）　「miniTIF Vol.99」に出演。＠白金高輪SELENE b2
- 『いつかの僕らの声に応えて』Music VideoがYoutubeで公開。デビュー半年記念日。
- 9月30日　『いつかの僕らの声に応えて』配信開始。
- 10月1日　新宿区の街頭ビジョンにて『いつかの僕らの声に応えて』放映開始（10月31日まで）
- 10月7日　渋谷区の街頭ビションにて『いつかの僕らの声に応えて』放映開始（10月13日まで）　「TOKYO GIRLS GIRLS @ KT Zepp Yokohama」に出演。＠KT Zepp Yokohama　『いつかの僕らの声に応えて』放映される街頭ビジョンが追加される（新宿・渋谷・上野・三軒茶屋・高田馬場）
- 10月12日　「ガラフェス」に出演。同時に行われた「アイドルフィジカルチャレンジ」にて瀬乃ひよりが準優勝。
- 10月13日　主催対バン「もしもの世界-Vol.1-」開催。ゲストはOLNew、ルージュブック。＠Spotify O-crest
- 10月19日　単独無銭公演「AsIsはじめませんか？」開催。『愛を叫ぶ』が初披露された。＠恵比寿CreAto（完売）
- 10月29日　『いつかの僕らの声に応えて』Making MovieをYoutubeで公開。
- 11月1日　「南世菜・雨野せい合同生誕祭2024」開催。＠恵比寿CreAto（完売）
- 11月11日　主催対バン「もしもの世界-Vol.2-」開催。ゲストはTohkei、フューチャーサイダー。＠Spotify O-crest
- 11月15日　「IDOL☆STAR Vol.2」に出演。南世菜・桃井美月がアシスタントMCを務める。＠ヒューリックホール東京
- 11月16日　『Braver!』Dance Practice動画をYoutubeで公開。
- 11月18日　「＠ JAM THE WORLD」に北川姫子・瀬乃ひより・桃井美月が出演。
- 11月21日　「iLiVE!Vol.16」に出演。＠豊洲PiT
- 11月23日/24日　「MAGICAL SSESION SP」に出演。＠ベスト電器天神eホール/福岡トヨタホールスカラエスパシオ　グループ初遠征。
- 11月30日　単独無銭公演「ちょっと、AsIs観に行かない？」開催。＠Spotify O-nest
- 12月1日　『ツワブキ』Dance Practice動画をYoutubeで公開。
- 12月4日　「ッスッゴイライブ」に出演。＠EX THEATER ROPPONGI
- 12月7日　「桃井美月・北川姫子・瀬乃ひより合同生誕祭2024」開催。＠恵比寿CreAto（完売）
- 12月11日　主催対バン「もしもの世界-Vol.3-」開催。ゲストはなみだ色の消しごむ、Onephony。＠Spotify O-crest（完売）
- 12月24日　単独公演「AsIs -Xmas LIVE 2024-」開催。『あと、1センチの本音』が初披露された。＠恵比寿CreAto
- 12月29日　『いつかの僕らの声に応えて』Dance Practice動画をYoutubeで公開。デビュー9カ月記念日。

### 2025年
- 1月2日　渋谷区の街頭ビジョンにて『ツワブキ』『いつかの僕らの声に応えて』放映開始（1月12日まで）
- 1月23日　「三拍子＆白岡今日花のイデアのたしなみ  #10」に雨野せい・瀬乃ひより・桃井美月・星野夢空・山城虹奏が出演。
- 1月25日　「-あと、1センチだけ近づいてみませんか？-AsIs無銭単独無銭公演in名古屋」開催。＠Sound Space DIVA
- 1月28日　「＠JAMトークバラエティー 『#ドルバナ』」に北川姫子が出演。
- 2月2日　単独公演「TWIN TAIL CAT」開催。＠渋谷O-Crest（完売）
- 2月7日　ガラスガール主催「VD♡-1グランプリ」に桃井美月が参加。14日までの企画実施期間で動画再生数1位を獲得。
- 2月14日　AsIs公式ホームページ、LINE公式アカウント開設。
- 2月22日　「-あと、1センチだけ近づいてみませんか？-AsIs無銭単独無銭公演in大阪」開催。『僕は気付いてた』が初披露された。＠アメリカ村 DROP
- 2月25日　MARQUEE Vol.157に掲載。
- 3月1日　『僕は気付いてた』配信開始。
- 3月3日　単独無銭公演「あずいずひなまつり」開催。主催対バン「もしもの世界-Vol.4-」開催。ゲストは君とみるそら、Bunny La Crew、AOAO、テラテラ、のらりくらり。＠SHIBUYA PLEASURE PLEASURE
- 3月12日　「生放送だよ！ 『 アイドルお宝くじ Vol.3 』」(CSテレ朝チャンネル1)に出演。準優勝。優勝はUtage！、他出演はジエメイ、ドラマチックレコード、NANIMONO、なみだ色の消しごむ。
- 3月15日　『手錠を壊せ！』Music VideoをYoutubeで公開。
- 3月28日　「AsIs「1st YEAR ANNIVERSARY LIVE」-私たちは「君の好きを否定なんかしない」-」開催。『手錠を壊せ！』『きみの好きを否定なんかしない』と3rd衣装が初披露された。＠白金高輪SELENE b2（完売）
- 3月30日　「NATSUZOME2025」に出演。＠稲毛海浜公園野外音楽堂
- 4月6日　『きみの好きを否定なんかしない』Music VideoをYoutubeで公開。
- 4月18日　雑誌MARQUEE主催「MARQUEE祭」とのジョイントイベント「MARQUEE祭×もしもの世界 Vol.01」開催。『きみの好きを否定なんかしない』が初披露された。ゲストは空想ロマンス、UNBS、月に足跡を残した少女達は一体何を見たのか…、selfish、ゆるめるモ！、ideal peco。＠Spotify O-Crest
- 4月20日　「かがやきフェスSpring 2025」に出演。＠Eight Hall／＠KANAZAWA GOLD CREEK
- 4月28日　「肉フェス2025」に出演。@肉フェスお台場特設会場。渋谷区の街頭ビションにて『きみの好きを否定なんかしない』放映開始（5月11日まで）
- 4月29日　「AsIs「1st YEAR ANNIVERSARY LIVE」-私たちは「君の好きを否定なんかしない」-」Making MovieをYotubeで公開。
- 5月15日　「AsIs単独公演「五月晴れ。」」開催。主催対バン「もしもの世界-vol.5-」開催（完売）。9月22日の全国ツアー東京公演の会場が品川インターシティホールであることが発表された。ゲストはMyDresscode、my fav、Gran☆Ciel、SCRAMBLE SMILE、MyDearDarlin'。＠SHIBUYA PLEASURE PLEASURE
- 5月25日　「バシフェス vol.11」に出演。企画コーナー「アコースティック歌合戦」に瀬乃ひよりが出場した。＠ジャパンパビリオンホールA

## メンバー

### 雨野 せい（あめの せい）
・メンバーカラー：  水色。誕生日は11月17日。MBTI診断ではENFP(運動家)。茨城県出身。身長152cm。特技は柔軟、UFOキャッチャー。好きなキャラクターは初音ミク。

### 北川 姫子（きたがわ ひめこ）
・メンバーカラー：  ピンク。誕生日は12月23日。MBTI診断ではINFJ(提唱者)。東京都出身。身長166cm。特技はドラム、猿腕。

### 瀬乃 ひより（せの ひより）
・メンバーカラー：  黄色。誕生日は12月24日。MBTI診断ではINFP(仲介者)。東京都出身。身長161cm。特技は居眠り。好きなキャラクターはおさるのジョージ。

### 南 世菜（みなみ せな）
・メンバーカラー：  ミントグリーン。誕生日は10月16日。MBTI診断ではISFJ(擁護者)。千葉県出身。身長159cm。特技はドラえもんを描くこと。

### 桃井 美月（ももい みつき）
・メンバーカラー：  青色。誕生日は12月12日。MBTI診断ではISTP(巨匠)。東京都出身。身長162cm。特技は注射。

### 星野 夢空（ほしの ゆあ）
・メンバーカラー：  紫。誕生日は6月10日。MBTI診断ではINFJ(提唱者)。福岡県出身。身長154cm。特技はアイスの大食い、猫とすぐ仲良くなれること。好きなキャラクターはハンギョドン。

### 山城 虹奏（やましろ にいな）
・メンバーカラー：  赤色。誕生日は7月16日。MBTI診断ではINFP(仲介者)。神奈川県出身。身長155cm。特技はメンバーのモノマネ。

## 楽曲
| ＃ | 曲名                         | 作曲     | 編曲     | 作詞              | 振付           | 配信日     |
| -- | ---------------------------- | -------- | -------- | ----------------- | -------------- | ---------- |
| 1  | 好きなだけ好きでいる         | Junxix.  | kazuboy. | Junxix.           | 松岡篤志       | 2024/03/03 |
| 2  | ありのままの姿               | バグベア | 宮川麿   | ななむぎ          | 松岡篤志       | 2024/03/21 |
| 3  | 特別アドラブル               | バグベア | 宮川麿   | ななむぎ          | 松岡篤志       | 2024/04/16 |
| 4  | Braver!                      | バグベア | 宮川麿   | ななむぎ          | 松岡篤志       | 2024/04/27 |
| 5  | be yourself                  | KOUTAPAI | 高島鉄平 | KOUTAPAI          | Demii Kamimura | 2024/04/28 |
| 6  | 拝啓、過去の自分             | バグベア | バグベア | ななむぎ          | Demii Kamimura | 2024/04/29 |
| 7  | 大人の青春                   | バグベア | 宮川麿   | ななむぎ          | 松岡篤志       | 2024/06/29 |
| 8  | ツワブキ                     | Junxix.  | kazuboy. | Junxix.           | 松岡篤志       | 2024/09/14 |
| 9  | いつかの僕らの声に応えて     | バグベア | 宮川麿   | ななむぎ          | 松岡篤志       | 2024/09/30 |
| 10 | 愛を叫ぶ                     | KOUTAPAI |          | KOUTAPAI          |                |            |
| 11 | あと、1センチの本音          | Junxix.  | Junxix.  | Junxix./ななむぎ  | らん先生       | 2024/12/25 |
| 12 | 僕は気付いてた               | バグベア | 宮川麿   | ななむぎ          | 松岡篤志       | 2025/03/01 |
| 13 | 手錠を壊せ！                 | 三谷秀甫 | 三谷秀甫 | 三谷秀甫          | 松岡篤志       | 2025/3/22  |
| 14 | きみの好きを否定なんかしない | バグベア | 宮川 麿  | バグベア/ななむぎ | 松岡篤志       | 2025/4/7   |
| 15 | NO FILTER.                   | KOUTAPAI |          | ななむぎ          | カミヤサキ     | 2025/6/30  |
| 16 | Black Swan                   | Junxix.  | kazuboy. | Junxix.           |                |            |

## ライブ・イベント

### 生誕祭

#### 2024年
- 7月1日　星野夢空・山城虹奏合同生誕祭2024　＠恵比寿CreAto
- 11月1日　南世菜・雨野せい合同生誕祭2024　＠恵比寿CreAto
- 12月7日　桃井美月・北川姫子・瀬乃ひより合同生誕祭2024　＠恵比寿CreAto

#### 2025年
- 6月10日　星野夢空生誕祭　＠白金高輪SELENE b2（予定）
- 7月17日　山城虹奏生誕祭　＠白金高輪SELENE b2（予定）
- 10月16日　南世菜生誕祭　＠白金高輪SELENE b2（予定）
- 11月17日　雨野せい生誕祭　＠白金高輪SELENE b2（予定）
- 12月12日　桃井美月生誕祭　＠白金高輪SELENE b2（予定）
- 12月23日　北川姫子生誕祭　＠白金高輪SELENE b2（予定）
- 12月24日　瀬乃ひより生誕祭　＠白金高輪SELENE b2（予定）

### 主催対バンイベント：もしもの世界

#### 2024年
- 10月13日　「もしもの世界-Vol.1-」　＠Spotify O-crest（他出演者：OLNew、ルージュブック）
- 11月11日　「もしもの世界-Vol.2-」　＠Spotify O-crest（他出演者：Tohkei、フューチャーサイダー）
- 12月11日　「もしもの世界-Vol.3-」　＠Spotify O-crest（他出演者：なみだ色の消しごむ、Onephony）

#### 2025年
- 3月3日　「もしもの世界-Vol.4-」＠SHIBUYA PLEASURE PLEASURE（他出演者：君とみるそら、Bunny La Crew、AOAO、テラテラ、のらりくらり）
- 4月18日　「MARQUEE祭×もしもの世界 Vol.01」＠Spotify O-Crest（他出演者：空想ロマンス、UNBS、月に足跡を残した少女達は一体何を見たのか…、selfish、ゆるめるモ！、ideal peco）
- 5月15日 　「もしもの世界-Vol.4-」＠SHIBUYA PLEASURE PLEASURE（他出演者：MyDresscode、my fav、Gran☆Ciel、SCRAMBLE SMILE、MyDearDarlin'）

### 全国ツアー

#### AsIs 1st TOUR -NO EDIT. NO FILTER.-
- 6月29日　全国ツアー2025　大阪公演　@ Yogibo META VALLEY（予定）
- 7月12日　全国ツアー2025　名古屋公演　@ NAGOYA ReNY limited（予定）
- 8月10日　全国ツアー2025　福岡公演　@ DRUM Be-1（予定）
- 8月24日　全国ツアー2025　広島公演　@ LIVE VANQUISH（予定）
- 9月22日　全国ツアー2025　東京公演　＠品川インターシティホール（予定）

### その他主催ライブ・イベント

#### 2024年
- 3月29日　AsIs お披露目公演〜ありのままの姿で〜　＠恵比寿CreAto
- 6月8日　3ヵ月記念公演「AsIs 単独公演 -jasmine-」　＠Spotify O-crest
- 7月14日　「AsIs 浴衣特典会2024」　＠TIME SHARING 渋谷 青山通り
- 7月16日　『Top Yell NEO 2024 SUMMER』オンラインサイン会
- 8月20日　単独無銭公演「私達のこと、もっと知ってほしい！」　＠Spotify O-Crest
- 8月24日　「AsIs コスプレ特典会」（1部：メイド、2部：パジャマ）　＠TIME SHARING 渋谷東口 渋谷TRビル
- 9月13日　半年記念公演「AsIs単独公演-Cosmos-」　＠新宿ALTA Key Studio
- 9月29日　単独イベント「AsIs Half Birthday Event」　＠Spotify O-nest
- 10月19日　単独無銭公演「AsIsはじめませんか？」　＠恵比寿CreAto
- 10月27日　「AsIsハロウィン特典会」　＠TIME SHARING 渋谷ワールド宇田川ビル
- 10月31日　「1on1ハロウィンオンライントーク会」
- 11月4日　「1on1オンライントーク会」
- 11月27日/28日　「秋の1on1オンライントーク会」
- 11月30日　単独無銭公演「ちょっと、AsIs観に行かない？」　＠Spotify O-nest
- 12月12日　「1on1オンライントーク会　桃井美月をお祝いしよう」
- 12月15日　ケンズカフェ東京×AsIs「桃井＆星野＆瀬乃 一日店長♡」　＠ケンズカフェ東京 TOKYOタワー店
- 12月22日　「AsIsクリスマス特典会」　＠TIME SHARING 渋谷ワールド宇田川ビル
- 12月23日　「1on1 Xmas&誕生日オンライントーク会」
- 12月24日　単独公演「AsIs -Xmas LIVE 2024-」　＠恵比寿CreAto

#### 2025年
- 1月5日　「新春特典会」（1部：巫女さん、2部：大正ロマン風）＠TIME SHARING 渋谷ワールド宇田川ビル
- 1月13日　「祝!!成人特典会」＠アットビジネスセンターサテライト渋谷宇田川
- 1月19日　「1on1オンライントーク会」
- 2月2日　単独公演「TWIN TAIL CAT」　＠渋谷O-Crest
- 2月15日　「AsIs♡Valentine特典会」（1部：バレンタイン私服風コーデ、2部：バレンタイン特別衣装）＠TIME SHARING 渋谷ワールド宇田川ビル
- 2月16日　「Valentine 1on1オンライントーク会」
- 3月14日　「ホワイトデー 1on1 オンライントーク会」
- 3月29日　「AsIs 1st Anniversary 大感謝特典会」（1部：3rd衣装、2部：周年Tシャツ）＠TIME SHARING 渋谷ワールド宇田川ビル
- 4月5日　単独公演「新たな春を迎え、私たちは２年生になりました！」＠Spotify O-Crest
- 4月22日　「Top Yell NEO 2025SPRING 山城虹奏オンラインサイン会」※山城虹奏のみ
- 4月26日　「1on1オンライントーク会」
- 4月27日　「AsIs Easter特典会」（1部：イースター衣装、2部：アニマルコスチューム）＠TIME SHARING 渋谷ワールド宇田川ビル

## メディア

### 書籍
- ガラスガール💎アイドルWEBマガジン（2024年4月30日、Web）　※瀬乃ひより・南世菜・山城虹奏
- TopYellNEO 2024 SUMMER（2024年7月1日、竹書房）
- smart girls next-generations（2024年7月29日、宝島社）
- ガラスガールマンスリーアイドルコラム（2024年9月6日/13日/20日/27日、Web）　※瀬乃ひより
- IDOL FILE Vol.34（2024年11月29日、シンコーミュージック）　※星野夢空
- ガラスガール💎アイドルWEBマガジン（2024年12月20日、Web）　※瀬乃ひより・桃井美月・星野夢空
- MARQUEE Vol.157（2025年2月25日、星雲社）
- TopYellNEO 2025 SPRING（2025年3月31日、竹書房）　※山城虹奏
- MARQUEE Vol.158（2025年5月25日、星雲社）　※山城虹奏、瀬乃ひより